# سان ماورو مارشيساتو
سان ماورو مارشيساتو (بالإيطالية: San Mauro Marchesato) هي كومونا ومدينة في مقاطعة كروتوني، في قلورية، جنوب إيطاليا.